# Esenbeckia alata
Esenbeckia alata är en vinruteväxtart som först beskrevs av Karsten & Triana, och fick sitt nu gällande namn av Triana & Planchon. Esenbeckia alata ingår i släktet Esenbeckia och familjen vinruteväxter. Inga underarter finns listade i Catalogue of Life.